# Булунтулија
Булунтулија (мкд. Булунтули, тур. Buluntulu) је насеље у Северној Македонији, у југоисточном делу државе. Булунтулија је насеље у оквиру општине Валандово.

## Географија
Булунтулија је смештена у југоисточном делу Северне Македоније, близу државне границе са Грчком (6 km источно од села). Од најближег града, Валандова, насеље је удаљено 15 km источно.
Насеље Булунтулија се налази у историјској области Бојмија. Насеље је положено у јужној подгорини планине Беласице, на приближно 440 метара надморске висине. 
Месна клима је измењена континентална са значајним утицајем Егејског мора (жарка лета).

## Становништво
Булунтулија је према последњем попису из 2002. године била без становника.
Већинско становништво у насељу били су Турци, а претежна вероисповест месног становништва ислам.